# Fabé Dia
Amy Fabé Dia (Creil, 14 febbraio 1977) è un'ex velocista francese naturalizzata italiana.
Ha acquisito la cittadinanza italiana il 12 maggio 2009, in seguito al matrimonio nel 2005 col mezzofondista Andrea Longo., dopo averla chiesta nel 2008
Ha vinto 13 medaglie in competizioni internazionali, con 7 titoli: 2 ai Giochi del Mediterraneo, 3 in Coppa Europa, 1 alle Gymnasiadi ed un altro agli Europei under 23. In carriera ha vinto 21 titoli nazionali, 15 francesi e 6 italiani. Detiene 6 record nazionali, 5 francesi di categoria ed 1 italiano master.

## Biografia

### 1991-1994: gli inizi
Nata da genitori senegalesi in una famiglia di sportivi in cui il padre giocava a calcio nell'Amiens in Division 2 e le due sorelle più grandi, Oumy e N'Deye, sono state tra le migliori atlete della loro generazione senegalese. N'Deye ha anche partecipato alle Olimpiadi di Barcellona 1992 gareggiando sui 100 m. Ispirandosi a questu'ultima, velocista che tornava spesso a casa con le medaglie vinte, ed avendola come stimolo per vincerle anche lei, ha seguito il suo esempio iniziando a praticare l'atletica leggera.

Grazie pure a Guy Ontanon, suo insegnante di educazione fisica al college, che l'ha scoperta e le ha fatto iniziare nel 1991 all'età di 14 anni, la pratica dell'atletica leggera con la Sud Oise Athlétisme di Creil.
Inizia i vincere i primi titoli nazionali francesi nel 1994, diciassettenne, ai campionati cadette facendo subito un tris di medaglie d'oro: 60 e 200 m indoor, 100 m all'aperto.
A livello internazionale nel 1994 ha debuttato a Lisbona in Portogallo ai Mondiali juniores terminando sesta sui 200 m e poi ha vinto la sua prima medaglia alle Gymnasiadi sull'isola di Cipro a Nicosia con il titolo sui 100 m.

### 1995-1999: l'argento ai Mondiali
L'anno dopo, 1995, conquista i 200 m indoor francesi sia a livello juniores che élite (corrispondente a quello italiano assoluto).
Nel 1995 batte il record juniores francese sui 200 m (23'”44). 
Ai Mondiali indoor di Barcellona in Spagna non conclude la batteria sui 60 m e poi, sempre in campo internazionale, vince la medaglia d'argento sui 200 m agli Europei juniores in Ungheria a Nyíregyháza.
Altra tripletta nel 1996 di titoli juniores nazionali: 200 m indoor, 100 e 200 m outdoor. Prende parte agli Europei indoor a Stoccolma in Svezia uscendo in semifinale sui 200 m e poi ai Mondiali juniores in Australia a Sydney raggiunge la finale sia sui 200 che con la 4x100 m terminando rispettivamente quinta e quarta (ad appena un centesimo dalla medaglia di bronzo della Germania).
Due medaglie nel 1997 ai campionati francesi promesse, oro sui 200 m indoor ed argento nei 200 m all'aperto.
Quinto posto sui 200 m agli Europei under 23 di Turku in Finlandia.
Tre medaglie, ciascuna di un materiale diverso ai campionati nazionali del 1998: oro sui 200 m indoor promesse, bronzo sui 200 m indoor assoluti ed argento sui 100 m promesse; inoltre giunge quarta nei 200 m promesse (a soli due secondi dalla medaglia di bronzo vinta da Naja Dancy).
Nel 1998 migliora il record promesse francese della staffetta 4x100 m (43”24).
Sempre nel 1998 raggiunge due semifinali a livello europeo seniores, entrambe le volte sui 200 m, sia ai campionati continentali indoor di Valencia in Spagna che all'aperto a Budapest in Ungheria.

Gareggia anche in rappresentanza dell'Europa in Coppa del mondo a Johannesburg in Sudafrica, terminando settima con la staffetta 4x100 m.
Suo marito Andrea Longo l'ha conosciuto nel 1999 in Giappone a Maebashi in occasione dei Mondiali indoor nei quali è uscita in semifinale sui 200 m.
Tre le medaglie internazionali vinte nello stesso anno con la staffetta 4x100 m: oro sia in Coppa Europa a Parigi in Francia che agli Europei under 23 di Göteborg in Svezia (sesta sui 200 m) ed argento ai Mondiali in Spagna a Siviglia.

Inoltre gareggia alle Universiadi a Palma di Maiorca in Spagna dove esce in semifinale sui 200 m.

### 2000-2004: il quarto posto in staffetta alle Olimpiadi di Sydney
Nel biennio 2000-2001 ai Campionati assoluti francesi ha fatto doppietta sui 200 m sia indoor che outdoor.
Nel 2000 a livello internazionale gareggia in tre manifestazioni: Europei indoor in Belgio a Gand dove arriva sesta sui 200 m, Coppa Europa a Gateshead in Gran Bretagna vincendo l'oro con la 4x100 m ed Olimpiadi di Sydney in Australia giungendo in finale quarta con la staffetta 4x100 m.

In seguito alla squalifica per doping comminata all'atleta statunitense Marion Jones vincitrice della medaglia di bronzo proprio nella finale della staffetta 4x100 m a Sydney 2000, le medaglie inizialmente sono state revocate alla squadra statunitense e poi in seguito sono state riassegnate alle sue compagne di staffetta.
Nel 2001 fa doppietta di medaglie ai Giochi del Mediterraneo di Tunisi in Tunisia: argento sui 200 m ed oro con la 4x100 m.

Bronzo poi in Coppa Europa a Brema in Germania con la 4x100 m e settimo posto sui 200 m.

Prende inoltre parte ai Mondiali sia indoor a Lisbona in Portogallo che outdoor di Edmonton in Canada, uscendo in entrambe le occasioni in semifinale sui 200 m.
2002, agli assoluti francesi sui 200 m vince l'argento al coperto e termina quarta all'aperto.
Due semifinali raggiunte a livello europeo sui 200 m: agli indoor di Vienna in Austria ed all'aperto in Germania a Monaco di Baviera.

Inoltre gareggia in rappresentanza dell'Europa in Coppa del mondo a Madrid in Spagna vincendo la medaglia di bronzo nella 4x100 m.
2003, settima nei 200 m outdoor agli assoluti nazionali e medaglia d'oro con la 4x100 m in Coppa Europa in Italia a Firenze.
Ha partecipato alle Olimpiadi di Atene 2004, ma non ha gareggiato con la staffetta 4x100 m vincitrice in finale della medaglie di bronzo.
Dal 2004 è allenata da Mario Del Giudice.

### 2005-2008: le due medaglie ai Giochi del Mediterraneo
Durante il triennio 2005-2006-2007, partecipa a sei gare degli assoluti francesi vincendo soltanto una medaglia, il titolo nazionale sui 200 m indoor nel 2005.

Per il resto giunge quarta sui 200 m agli outdoor del 2005, due volte sempre al quarto posto nel 2006 sui 60 m indoor e nei 200 m outdoor, settima sui 60 m indoor nel 2007 e nello stesso anno esce in semifinale sui 200 m all'aperto.
In campo internazionale, nel 2005 gareggia agli Europei indoor a Madrid in Spagna finendo sesta sui 60 m. Poi vince due medaglie ai Giochi del Mediterraneo in Spagna ad Almería: bronzo sui 200 m ed oro con la staffetta 4x100 m.

In Coppa Europa a Firenze in Italia finisce sesta con la 4x100 m.

Ai Mondiali di Helsinki in Finlandia giunge quarta con la 4x100 m.

### 2009-2015: la cittadinanza italiana
Nel 2009, al suo primo anno da atleta naturalizzata italiana, prende parte ai campionati assoluti di Milano: non supera la batteria nei 100 m, mentre sui 200 m arriva in quarta posizione (a sette centesimi dalla medaglia di bronzo vinta da Doris Tomasini).
Nel biennio delle stagioni 2010-2011 ha saltato completamente i campionati nazionali, assoluti e masters sia indoor che outdoor.
Vince il primo titolo italiano nel 2012 quando si aggiudica i 200 m masters indoor, mentre agli assoluti al coperto finisce sesta sui 60 m.

Secondo titolo italiano masters indoor nel 2013, questa volta sui 60 m.

Partecipa agli assoluti sia indoor (ottava sui 60 m) che outdoor (settima nei 200 m e ritirata con la staffetta 4x100 m).
Doppietta di titoli italiani masters nel 2014: 60 m indoor e 100 m. Invece agli assoluti indoor non supera la batteria dei 60 m.
Nel febbraio del 2015 gareggia prima agli assoluti indoor di Padova dove sui 60 m, per appena un centesimo, non raggiunge la semifinale e poi agli italiani masters indoor di Ancona fa doppietta di titoli su 60 e 200 m.
In Italia si allena con la coetanea Manuela Levorato, incontrata durante la sua carriera in tante competizioni internazionali, anche giovanili.

## Record nazionali

### Francesi
Under 23
- Staffetta 4×100 metri: 43"24 ( Montauban, 5 agosto 1998)[9]

Under 20
- 200 metri piani indoor: 23"44 ( Liévin, 26 febbraio 1995)[10]

Under 16
- 200 metri piani: 23"61 ( Dreux, 10 luglio 1994)[11]
- 60 metri piani indoor: 7"41 ( Liévin, 19 febbraio 1994)[12]
- 200 metri piani indoor: 23"99 ( Liévin, 20 febbraio 1994)[12]

### Italiani
Master 35
- 150 metri piani: 17"08 ( Mestre, 1º aprile 2012)[13]

## Progressione

### 100 metri piani
| Stagione | Tempo | Luogo         | Data      | Rank. Mond. |
| -------- | ----- | ------------- | --------- | ----------- |
| 2014     | 12"07 | Modena        | 5-7-2014  |             |
| 2013     | 11"78 | San Giovanni  | 6-7-2013  |             |
| 2012     | 12"22 | Rovereto      | 22-6-2012 |             |
| 2011     | 12"24 | San Giovanni  | 2-7-2011  |             |
| 2009     | 11"87 | Nembro        | 22-7-2009 |             |
| 2008     | 12"45 | Ascoli Piceno | 20-9-2008 |             |
| 2007     | 11"85 |               |           |             |
| 2006     | 11"61 |               |           |             |
| 2005     | 11"54 |               |           |             |
| 2004     | 11"70 |               |           |             |
| 2003     | 11"70 |               |           |             |
| 2002     | 11"57 |               |           |             |
| 2001     | 11"60 |               |           |             |
| 2000     | 11"55 |               |           |             |
| 1999     | 11"64 |               |           |             |
| 1998     | 11"31 |               |           |             |
| 1997     | 11"60 |               |           |             |
| 1996     | 11"55 |               |           |             |
| 1995     | 11"70 |               |           |             |
| 1994     | 11"68 |               |           |             |
| 1993     | 11"93 |               |           |             |

### 200 metri piani
| Stagione | Tempo | Luogo             | Data      | Rank. Mond. |
| -------- | ----- | ----------------- | --------- | ----------- |
| 2014     | 25"50 | Bassano           | 29-6-2014 |             |
| 2013     | 24"21 | San Giovanni      | 6-7-2013  | 851ª        |
| 2012     | 24"57 | Gorizia           | 1-7-2012  |             |
| 2011     | 25"35 | Noale             | 28-5-2011 |             |
| 2009     | 24"15 | Milano            | 2-8-2009  | 658ª        |
| 2008     | 24"50 | Imola             | 19-6-2008 | 1.183ª      |
| 2007     | 24"10 | Brazzaville       | 27-5-2007 | 574ª        |
| 2006     | 23"61 | Tomblaine         | 21-7-2006 | 220ª        |
| 2005     | 23"49 | Angers            | 16-7-2005 | 162ª        |
| 2004     | 23"10 | Sotteville        | 18-7-2004 | 79ª         |
| 2003     | 23"53 | Narbona           | 25-7-2004 | 174ª        |
| 2002     | 23"39 | Monaco            | 8-8-2002  | 110ª        |
| 2001     | 23"07 | Edmonton          | 8-8-2001  | 52ª         |
| 2000     | 23"26 | Chaux-de-Fonds    | 13-8-2000 | 116ª        |
| 1999     | 23"02 | Villeneuve-d'Ascq | 13-6-1999 | 61ª         |
| 1998     | 23"09 | Digione           | 4-7-1998  | 74ª         |
| 1997     | 23"29 | Turku             | 13-7-1997 | 113ª        |
| 1996     | 23"71 |                   |           |             |
| 1995     | 23"66 |                   |           |             |
| 1994     | 23"64 |                   |           |             |

## Palmarès
| Anno                            | Manifestazione          | Sede             | Evento      | Risultato  | Prestazione | Note          |
| ------------------------------- | ----------------------- | ---------------- | ----------- | ---------- | ----------- | ------------- |
| In rappresentanza della Francia |                         |                  |             |            |             |               |
| 1994                            | Mondiali U20            | Lisbona          | 200 m piani | 6ª         | 23"67       | [ 14 ]        |
| 1995                            | Mondiali indoor         | Barcellona       | 200 m piani | Batteria   | dnf         | [ 14 ]        |
| 1995                            | Europei U20             | Nyíregyháza      | 200 m piani | Argento    | 23"68       | [ 15 ]        |
| 1996                            | Europei indoor          | Stoccolma        | 200 m piani | Semifinale | 24"04       |               |
| 1996                            | Mondiali U20            | Sydney           | 200 m piani | 5ª         | 23"79       | [ 14 ]        |
| 1996                            | Mondiali U20            | Sydney           | 4×100 m     | 4ª         | 44"58       | [ 16 ]        |
| 1997                            | Europei U23             | Turku            | 200 m piani | 5ª         | 23"29       | [ 17 ]        |
| 1998                            | Europei indoor          | Valencia         | 200 m piani | Semifinale | 23"92       | [ 18 ]        |
| 1998                            | Europei                 | Budapest         | 200 m piani | Semifinale | 23"66       | [ 19 ]        |
| 1999                            | Mondiali indoor         | Maebashi         | 200 m piani | Semifinale | 23"19       | [ 14 ]        |
| 1999                            | Universiadi             | Palma di Maiorca | 200 m piani | Semifinale | 23"52       |               |
| 1999                            | Europei U23             | Göteborg         | 200 m piani | 6ª         | 23"20       | [ 20 ]        |
| 1999                            | Europei U23             | Göteborg         | 4×100 m     | Oro        | 43"39       | [ 20 ]        |
| 1999                            | Mondiali                | Siviglia         | 4×100 m     | Argento    | 42"06       | [ 21 ] [ 22 ] |
| 2000                            | Europei indoor          | Gand             | 200 m piani | 6ª         | 24"38       | [ 23 ]        |
| 2000                            | Giochi olimpici         | Sydney           | 4×100 m     | 4ª         | 42"42       | [ 24 ]        |
| 2001                            | Mondiali indoor         | Lisbona          | 200 m piani | Semifinale | 23"39       | [ 14 ]        |
| 2001                            | Giochi del Mediterraneo | Tunisi           | 200 m piani | Argento    | 23"18       | [ 25 ]        |
| 2001                            | Giochi del Mediterraneo | Tunisi           | 4×100 m     | Oro        | 44"40       | [ 25 ]        |
| 2001                            | Mondiali                | Edmonton         | 200 m piani | Semifinale | 23"14       | [ 14 ]        |
| 2002                            | Europei indoor          | Vienna           | 200 m piani | Semifinale | 23"51       | [ 26 ]        |
| 2002                            | Europei                 | Monaco           | 200 m piani | Semifinale | 23"50       | [ 27 ]        |
| 2005                            | Europei indoor          | Madrid           | 200 m piani | 6ª         | 24"23       | [ 28 ]        |
| 2005                            | Giochi del Mediterraneo | Almería          | 200 m piani | Bronzo     | 23"78       | [ 29 ]        |
| 2005                            | Giochi del Mediterraneo | Almería          | 4×100 m     | Oro        | 43"75       | [ 29 ]        |
| 2005                            | Mondiali                | Helsinki         | 4×100 m     | 4ª         | 42"85       | [ 30 ]        |

## Campionati nazionali
- 1 volta campionessa italiana master dei 100 m piani (2104)
- 3 volte campionessa italiana master indoor dei 60 m piani (2013, 2014, 2015)
- 2 volte campionessa italiana master indoor dei 200 m piani (2012, 2015)
- 4 volte campionessa francese assoluta indoor dei 200 m piani (1995, 2000, 2001, 2005)
- 2 volte campionessa francese assoluta dei 200 m piani (2000, 2001)
- 2 volte campionessa francese promesse indoor dei 200 m piani (1997, 1998)
- 1 volta campionessa francese juniores dei 200 m piani (1996)
- 1 volta campionessa francese juniores dei 100 m piani (1996)
- 2 volte campionessa francese juniores indoor dei 200 m piani (1995, 1996)
- 1 volta campionessa francese cadette dei 100 m piani (1994)
- 1 volta campionessa francese cadette indoor dei 200 m piani (1994)
- 1 volta campionessa francese cadette indoor dei 60 m piani (1994)

1994
- Oro ai campionati francesi cadetti indoor, 60 m piani[31]
- Oro ai campionati francesi cadetti indoor, 200 m piani[31]
- Oro ai campionati francesi cadetti, 100 m piani[31]

1995
- Oro ai campionati francesi juniores indoor, 200 m piani[31]
- Oro ai campionati francesi assoluti indoor, 200 m piani - 23"44

1996
- Oro ai campionati francesi juniores indoor, 200 m piani[31]
- Oro ai campionati francesi juniores, 100 m piani[31]
- Oro ai campionati francesi juniores, 200 m piani[31]

1997
- Oro ai campionati francesi promesse indoor, 200 m piani[31]
- Argento ai campionati francesi promesse, 200 m piani[31]

1998
- Oro ai campionati francesi promesse indoor, 200 m piani[31]
- Bronzo ai campionati francesi assoluti indoor, 200 m piani
- Argento ai campionati francesi promesse, 100 m piani - 11"75[32]
- 4ª ai campionati francesi promesse, 200 m piani - 23"83[32]

2000
- Oro ai campionati francesi assoluti indoor, 200 m piani - 23"15[33]
- Oro ai campionati francesi assoluti, 200 m piani - 23"26[34]

2001
- Oro ai campionati francesi assoluti indoor, 200 m piani - 23"31[35]
- Oro ai campionati francesi assoluti, 200 m piani - 23"18[36]

2002
- Argento ai campionati francesi assoluti indoor, (Liévin), 200 m piani - 23"19[37]
- 4ª ai campionati francesi assoluti, 200 m piani - 23"22[38]

2003
- 7ª ai campionati francesi assoluti (Narbonne), 200 m piani - 24"13[39]

2005
- Oro ai campionati francesi assoluti indoor (Liévin), 200 m piani - 23"42[40]
- 4ª ai campionati francesi assoluti (Angers), 200 m piani - 23"52[41]

2006
- 4ª ai campionati francesi assoluti indoor (Aubière), 60 m piani - 7"47[42]
- 4ª ai campionati francesi assoluti (Tomblaine), 200 m piani - 23"58[43]

2007
- 7ª ai campionati francesi assoluti indoor (Aubière), 60 m piani - 7"53[44]
- In semifinale ai campionati francesi assoluti (Niort) 200 m piani - 24"30[45]

2009
- In batteria ai campionati italiani assoluti (Milano), 100 m piani - 11"99[46]
- 4ª ai campionati italiani assoluti (Milano), 200 m piani - 24"15[47]

2012
- 6ª ai campionati italiani assoluti indoor (Ancona), 60 m piani - 7"74 (finale 2)[48]
- Oro ai campionati italiani master indoor (Comacchio), 200 m piani - 24"75[49]

2013
- 8ª ai campionati italiani assoluti indoor (Ancona), 60 m piani - 7"56[50]
- Oro ai campionati italiani master indoor (Ancona), 60 m piani - 7"62[51]
- 7ª ai campionati italiani assoluti (Milano), 200 m piani - 24"34[52]
- In batteria ai campionati italiani assoluti (Milano), 4×100 m - dnf[53]

2014
- In batteria ai campionati italiani assoluti indoor (Ancona), 60 m piani - 7"65[54]
- Oro ai campionati italiani master indoor (Ancona), 60 m piani - 7"71[55]
- Oro ai campionati italiani master (Modena), 100 m piani - 12"10[56]

2015
- In batteria ai campionati italiani assoluti indoor (Padova), 60 m piani - 7"75[57]
- Oro ai campionati italiani master indoor (Ancona), 600 m piani - 7"75[58]
- Oro ai campionati italiani master indoor (Ancona), 200 m piani - 25"36[59]

## Altre competizioni internazionali
1994
- Oro alle Gymnasiadi ( Nicosia), 100 m piani - 11"92[60]

1998
- 7ª in Coppa del mondo ( Johannesburg), 4×100 m - 43"70[61]

1999
- Oro in Coppa Europa ( Parigi), 4×100 m - 42"90[62]

2000
- Oro in Coppa Europa ( Gateshead), 4×100 m - 42"97[62]

2001
- 7ª in Coppa Europa ( Brema), 200 m piani - 23"29[63]
- Bronzo in Coppa Europa ( Brema), 4×100 m - 43"45[64]

2002
- Bronzo in Coppa del mondo ( Madrid), 4×100 m - 43"30[65]

2003
- Oro in Coppa Europa ( Firenze), 4×100 m - 42"62[66]

2005
- 6ª in Coppa Europa ( Firenze), 4×100 m - 44"13[67]